# Альфа-Ліноленова кислота

Номенклатура вуглеводневого ланцюга

Альфа-ліноленова кислота (α-ліноленова кислота — alpha-Linolenic acid (ALA) (від грецького alpha, що означає «перший» і linon, що означає льон), є незамінною поліненасиченою жирною кислотою ряду омега-3. Вона входить до складу багатьох поширених рослинних олій і важлива в харчуванні людини.

## Етимологія
Слово ліноленова є неправильним похідним від слова лінолева, яке саме походить від грецького слова лінон (льон). Олева означає "від олеїнової кислоти або має відношення до неї", оскільки насичуючи подвійний зв’язок омега-6 лінолевої кислоти, утворюється олеїнова кислота. 

## Біохімія
Молекулярна формула ALA C18H30O2 — з молярною масою 278,43 г/моль. За своєю структурою це кислота (з усіма подвійними зв’язками в цис) 9,12,15 — октадекатрієнова кислота. У біохімічній літературі вона має назву 18:03Δ9,12,15 (де 18 — це кількість атомів вуглецю, 3 — кількість подвійних зв’язків і числа, наступні за Δ «дельта» — положення подвійних зв’язків, з початком від карбоксильного кінця -СООН молекули). Хімічно, ALA є карбоновою кислотою та ізомером гамма-ліноленової кислоти, жирної кислоти омега 6. Альфа-ліноленову кислоту (α-ліноленова кислота (АЛК, ALA) (18:3Δ9,12,15n-3) потрійно ненасичена жирна кислота ω-3) не слід плутати з лінолевою кислотою ((ЛК, LA) (18:2Δ9,12n-6) подвійно ненасичена жирна кислота ω-6). Хоча обидві вони незамінні для людини, остання являє собою омега-6 жирну кислоту з конфігурацією 18:2Δ9,12. Та не плутати з Гамма-ліноленоою кислотою (γ-ліноленова кислота (ГЛК, GLA) (18:3Δ6,9,12n-6) потрійно ненасичена жирна кислота ω-6). 

## Значення у харчуванні та здоров’ї
α-Ліноленова кислота (АЛК) є представником групи омега-3 незамінних жирних кислот, названих так через те, що вони не можуть вироблятися в організмі усіх ссавців і повинні надходити з їжею. Більшість насіння рослин та олій з нього, багатші на омега-6 лінолеву кислоту, також незамінну жирну кислоту. Однак лінолева кислота та інші омега-6 ненасичені жирні кислоти змагаються в організмі з омега-3 ненасиченими жирними кислотами за те, щоби бути частиною клітинних мембран, а також мають різний вплив на здоров’я людини. Згідно з оглядом Американської асоціації серця 2009 року, співвідношення омега-3 повинно бути збільшено споживанням більше жирів омега-3.
Існують дослідження, які свідчать про те, що АЛК пов'язується з меншим ризиком серцево-судинних захворювань через механізм, який досі не зрозумілий. Організм перетворює АЛК на довголанцюгові жирні кислоти ейкозапентаєнову кислоту (EPA) і докозагексаєнову кислоту (DHA). Невідомо, чи справляє захисну дію проти серцевих аритмій саме АЛК, чи це продукти метаболізму ейкозаноїдів. У деяких дослідженнях також висувається припущення, що існує більший нейропротекторний вплив стосовно ішемії та деяких типів епілепсії. Деякі дослідження пов’язують ALA зі швидко прогресуючим раком передміхурової залози і дегенерацією жовтої плями, підвищуючи ризик на 70% вище, ніж дослідні особи, тобто ті, хто не отримував ALA. Однак більш розлоге і всебічне дослідження 2006 року, не виявило зв’язку між сукупним споживанням ALA та загальним ризиком виникнення раку простати.